# رومن مارس
رومن مارس میزبان و تولیدکننده پادکست رادیویی 99% نامرئی و همچنین KALW است.
او همچنین در برنامه‌های رادیویی رادیولب و سیاره پول فعالیت می‌کند مجله فست‌کامپنی او را به عنوان یکی از ۱۰۰ فرد خلاق سال ۲۰۱۳ (رده ۶۳) شناسایی کرده است در سال ۲۰۰۴ او یک برنامه رادیویی به نام ماده نامریی تولید کرد. 